# Medalia „Participant la operațiunile de menținere a păcii din Transnistria”

Medalia "Participant la operaţiunile de menţinere a păcii din Transnistria"

Medalia "Participant la operațiunile de menținere a păcii din Transnistria" (în rusă Медаль "Участнику миротворческой операции в Приднестровье") este una dintre decorațiile auto-proclamatei Republici Moldovenești Nistrene. Ea a fost înființată prin decret al președintelui RMN, Igor Smirnov.

## Statut
1. Medalia "Participant la operațiunile de menținere a păcii din Transnistria" a fost înființată pentru recompensarea militarilor și a personalului civil din contingentul transnistrean a forțelor și organelor aliate de menținere a păcii, care au condus operațiunile de menținere a păcii, precum și a altor structuri pentru participarea activă la măsurile de menținere a păcii, dovedind vigilență, inițiativă și persistență, dăruire și disciplină militară exemplară. 
2. Cei propuși pentru primirea acestei medalii sunt înscriși pe liste, care cuprind următoarele elemente: gradul militar, nume, prenume, patronimic, locul de serviciu și numărul unității. 
3. Cu Medalia "Participant la operațiunile de menținere a păcii din Transnistria" pot fi decorați militarii din contingentele de menținere a păcii din alte țări, angajații structurilor externe și internaționale, reprezentanții organelor publice ale autorităților locale și autonome, a mass-mediei, organizațiilor publice, precum și cetățeni care au participat activ la operațiunile de menținere a păcii sau au arătat susținere pentru măsurile de păstrare a păcii în Transnistria. 
4. Medalia "Participant la operațiunile de menținere a păcii din Transnistria" se poartă pe partea stângă a pieptului și când deținătorul are și alte medalii, este aranjată după Medalia "Pentru serviciu ireproșabil".

## Descriere
Medalia "Participant la operațiunile de menținere a păcii din Transnistria" are formă de cerc cu diametrul de 32 mm și este confecționată din aliaj cupru-nichel. Fața medaliei are margini cu lățimea de 1 mm. Pe aversul medaliei, de-a lungul marginii, se află dispusă în arc de cerc inscripția convexă "Участнику миротворческой операции в Приднестровье" ("Participant la operațiunile de menținere a păcii din Transnistria"). În centrul medaliei este imaginea stilizată și imprimată în relief a unui porumbel și a unei ramuri de măslin. Reversul medaliei este neted, fără nici o inscripție sau imagine. 
Medalia este prinsă printr-o ureche de o panglică pentagonală de mătase lucioasă de culoare albastră, având o lățime de 24 mm. În partea stângă a panglicii, aproape de margine, se află trei benzi longitudinale în culorile steagului național al Republicii Moldovenești Nistrene (roșu-verde-roșu), cu lățimea de câte 2 mm fiecare. Pe reversul panglicii se află o agrafă pentru prinderea decorației de haine.

## Persoane decorate
- Anatoli Kaminski - deputat, vicepreședinte al Sovietului Suprem
- Vladimir Bodnar - deputat, președintele Uniunii Ucrainenilor din Transnistria